# Múscul transvers del tòrax
El múscul transvers del tòrax (musculus transversus thoracis) o múscul triangular de l'estern, es troba a la superfície interna de la part anterior de la caixa toràcica. Està format per fibres musculars i tendinoses. Es troba al mateix nivell que els músculs infracostals i els músculs intercostals mitjans. I com aquests dos grups musculars, el triangular de l'estern separa els nervis intercostals de la pleura. El múscul està innervat pels nervis intercostals adjacents.
Sorgeix a cada costat del terç inferior de la superfície posterior del cos de l'estern, de la superfície posterior de l'apèndix xifoide, i dels extrems esternals dels cartílags costals de les tres o quatre costelles veritables (III-VII). Les seves fibres divergeixen cap amunt i enfora, per inserir-se mitjançant fascicles en les vores inferiors i les superfícies internes dels cartílags costals de les costelles II a VI. Les fibres més caudals són es dirigeixen horitzontalment i tenen continuïtat amb les fibres del transvers de l'abdomen. Les fibres intermèdies són obliqües, mentre que les de més amunt gairebé són verticals. Les insercions d'aquest múscul són molt variables, no només entre diferents individus sinó també en un mateix individu, entre un costat i l'altre.
Pel que fa a la seva funcionalitat, hi ha dubtes. Però, per una banda, separa la caixa toràcica de la pleura parietal. Fa descendir els cartílags costals en els que s'insereix, deprimint les costelles. La contracció d'aquest múscul pot ajudar a disminuir el diàmetre transversal de la caixa toràcica.

## Imatges

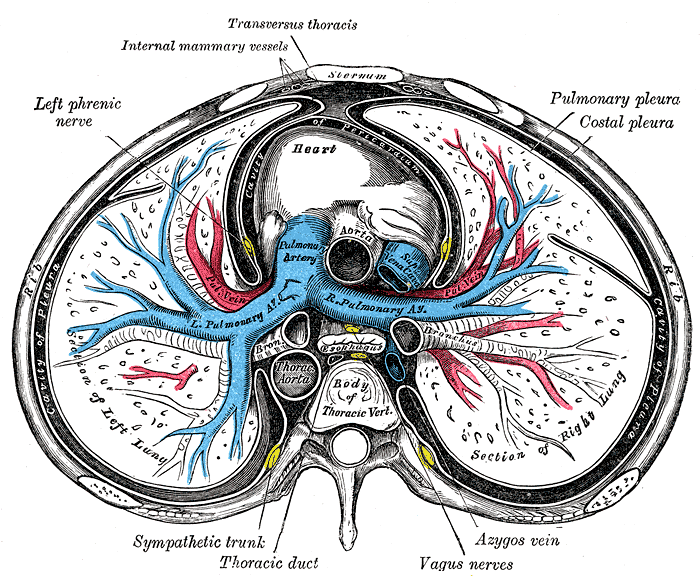
Secció transversal del tòrax, on es mostren les relacions de l'artèria pulmonar amb altres estructures.
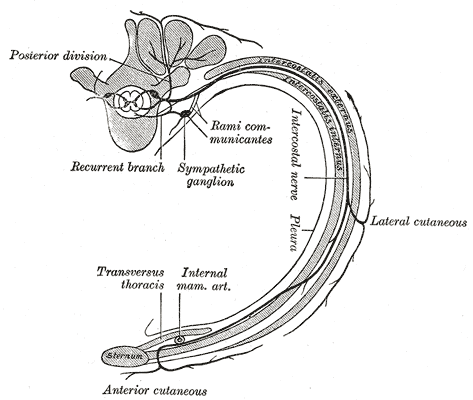
Diagrama de la trajectòria i de les branques d'un nervi intercostal típic.